# Sub cupola albastră
Sub cupola albastră este un film românesc din 1962 regizat de Gheorghe Sibianu. Rolurile principale au fost interpretate de actorii Colea Răutu, Florentina Mosora.

## Prezentare
Film fantasy românesc pentru întreagă familie, despre prietenia dintre un băiețel și un cățel, plasat într-o lume în care animalele și urșii de pluș vorbesc.

## Distribuție
Distribuția filmului este alcătuită din:
- Colea Răutu — tatăl
- Puiu Călinescu — regizorul
- Nucu Păunescu — cetățeanul nervos
- Florentina Mosora — Gina
- Victorița Băjenaru — Tomiță
- Haralambie Polizu — prezentatorul
- Eugenia Eftimie — bunica
- Țăndărică

## Primire
Filmul a fost vizionat de 1.550.218 spectatori în cinematografele din România, după cum atestă o situație a numărului de spectatori înregistrat de filmele românești de la data premierei și până la data de 31 decembrie 2014 alcătuită de Centrul Național al Cinematografiei.